# Trabanca (kommunhuvudort)
Trabanca är en kommunhuvudort i Spanien.   Den ligger i provinsen Provincia de Salamanca och regionen Kastilien och Leon, i den nordvästra delen av landet, 240 km väster om huvudstaden Madrid. Trabanca ligger 745 meter över havet och antalet invånare är 267.
Terrängen runt Trabanca är platt åt sydost, men åt nordväst är den kuperad. Runt Trabanca är det mycket glesbefolkat, med 3 invånare per kvadratkilometer. Närmaste större samhälle är Villarino de los Aires, 8,2 km nordväst om Trabanca. Trakten runt Trabanca består i huvudsak av gräsmarker.